# دركم (غرمسار كرمان)
درکم (بالفارسية: درکم) هي قرية تقع في إيران في قسم غرمسار الریفي. يقدر عدد سكانها بـ 150 نسمة بحسب إحصاء 2016.